# Julia Lennon
Julia Lennon, född Stanley 12 mars 1914 i Toxteth, Liverpool, död 15 juli 1958 i Liverpool, var John Lennons mor. Hon mötte Johns far, Alfred Lennon, när hon arbetade på en biograf. Tio år senare gifte de sig. John växte upp med sin moster Mimi, som tog ansvaret för hans vårdnad efter det att föräldrarna gått skilda vägar.
Efter separationen från Alfred Lennon, som hon dock aldrig skildes från, fick hon en dotter med en tillfällig förbindelse. Dottern, Victoria, Ingrid, fick vara hos Julia i sex veckor, men Julia tvingades av sin far att adoptera bort flickan. Victoria hamnade hos en familjen Pedersen, vänner till Julia och enligt Ingrid i en intervju i fransk tv var den norske adoptivpappan hennes biologiske far. Ingrid bodde i Liverpool nära sin biologiska mamma under sina första år och inte i Norge som tidigare uppgivits. Efter att hon adopterades bort hann John aldrig träffa henne innan han sköts till döds 1980. Julia blev senare sambo med John "Bobby" Dykins, som hon fick två barn med, Julia och Jackie.
Hennes son John uppfostrades hos hennes syster Mimi, men när han blev äldre hälsade han ofta på sin mor och sov alltid över på helgerna. Hon kunde spela banjo och piano, och lärde John att spela banjoackord på gitarr. (Paul McCartney lärde honom senare riktiga ackord.) Julia uppmuntrade John att ägna sig åt musik, till skillnad från Mimi.
Julia blev överkörd av en polis (som inte var i tjänst vid olyckan) när hon väntade på bussen utanför Mendips. John tog detta mycket hårt och skrev senare flera låtar om och till sin mor, "Julia", "Mother" och "My Mummy's Dead". Han namngav sin son Julian efter henne.